# Mi togli il respiro
Mi togli il respiro è il singolo di debutto del cantante pop italiano Tony Maiello, pubblicato il 6 giugno 2008 in concomitanza con il termine della prima edizione del talent show X Factor, alla quale il cantante ha partecipato.

## Tracce
1. Mi togli il respiro – 3:21